# Choe Yun-a
Choe Yun-a (최윤아?; 24 ottobre 1985) è un'ex cestista e allenatrice di pallacanestro sudcoreana.

## Carriera
Con la Corea del Sud ha disputato le Olimpiadi del 2008 e i Campionati mondiali del 2006.